# Félig üres
A Félig üres (eredeti cím: Curb Your Enthusiasm, magyarul kb.: "fogd vissza a lelkesedésed") amerikai szituációs komédia, amelyet Larry David készített az HBO számára, 1999 és 2024 között. A főszerepben Larry David látható, aki önmaga fiktív változatát alakítja. David egy félig visszavonult televíziós producer Los Angelesben (egy évad erejéig New Yorkban). A sorozatban feltűnik még Cheryl Hines, aki a feleségét, Cherylt alakítja, továbbá Jeff Garlin, mint Jeff, David  menedzsere és legjobb barátja, valamint Susie Essman, aki Jeff feleségét, Susie-t játssza. A sorozatban számos híres színész felbukkan epizódszerepben, gyakorta önmaguk fiktív változataként.
Ahogy David másik sorozata, a Seinfeld, a Félig üres is az amerikai társadalom mindennapjairól szól. A legtöbb epizód cselekménye akörül forog, hogy David nem ismeri vagy éppen figyelmen kívül hagyja a társadalmi normákat és elvárásokat: ő viszont elvárja azokat másoktól, és úgy látja, hogy azok be nem tartását egyedül csak ő veszi észre. Ezek a hiányosságok, illetve a képtelensége arra, hogy szó nélkül hagyja akár a legapróbb bosszantó dolgokat is, gyakran kínos helyzetbe hozzák, mellyel kiváltja a családja, a barátai, vagy éppen vadidegen emberek haragját. David ezenkívül gyakran esik bonyolult félreértések áldozatává az epizódok során. Minden egyes epizód cselekményének vázlatát David írja meg, de a dialógusok zömmel improvizáltak.
A sorozat 1999-ben indult egy egy órás különkiadással (Larry David: Curb Your Enthusiasm), amit David és az HBO eredetileg egy egyszeri alkalomnak tervezett. Ezt még egy áldokumentumfilm stílusában rögzítették, ellentétben a sorozattal, amelyet cinéma vérité módon (mintha a kamera "kilesné" a történéseket) kerül forgatásra. Az utolsó, 12. évadot 2024. február 4-én mutatták be. Magyarországon az HBO, az HBO GO, illetve az HBO Max sugározta, szinkronnal.
A Félig üres már a kezdetektől rendkívül népszerű lett, és hamar kult-státuszba emelkedett. 47 alkalommal jelölték Primetime Emmy-díjra, Robert B. Weide rendező pedig egy alkalommal meg is kapta azt. 2002-ben Golden Globe-díjjal tüntették ki.

## Áttekintés
David a sorozat címének eredetéről azt mondta, hogy arra reflektál, hogy számos ember hamis lelkesedéssel éli az életét, amit arra használnak, hogy azt bizonyítsák, hogy jobbak másoknál. Sorozatbeli viselkedése az erre való száraz reflexió. A cím utal arra is, hogy az emberek ne várjanak túl sokat ettől a műsortól – bemutatásakor David a korábbi sikereit követően nem szerette volna, ha az elvárások nagyok. A magyar cím a félig üres illetve a félig teli pohár metaforájára reflektál.
Larry David önmaga fiktív változatát alakítja, aki, akárcsak a való életben, egy közismert és híres producere és írója a Seinfeld című sorozatnak. Noha van saját irodája is, nagyon ritkán látjuk, hogy dolgozna. A legtöbb epizód cselekménye a Larry és barátai, ismerősei közti interakciókat mutatja be, gyakran vadidegenek szerepeltetésével. A konfliktusok és a humor forrása általában Larry szociális érzéketlensége, sértő megfogalmazásai, valamint makacssága. Igen gyakran fordul elő az is, hogy félreértések egész sorozata miatt hiszik rá az emberek, hogy valami erkölcstelent vagy undorító dolgot tett, és hiába próbálja magát kimagyarázni. Visszatérő geg továbbá, hogy ha Larry valakit hazugságon akar kapni, a kérdés feltétele után hosszasan farkasszemet néz vele, majd egy "oké" kíséretében nyugtázza, hogy igazat mondott.
A sorozat legtöbb epizódjában Larry a feleségével, Cherly-lel él együtt Los Angelesben. Barátja és legfőbb bizalmasa Jeff Greene, akinek felesége, Susie, elég hirtelen haragú és gyakran kerül konfliktusba Larryvel. Az epizódokban rendszeresen felbukkannak híres színészek vagy ismert közszereplők, akik gyakran saját maguk fikciós változatát alakítják. A legtöbbször visszatérő karakterek közt van Richard Lewis, Ted Danson, és Marty Funkhouser (Bob Einstein).
Az epizódok az amerikai nyugati partvidék egyes lakóközösségeiben játszódnak, alkalmanként Los Angeles belvárosában. A nyolcadik évadban a cselekmény New Yorkban játszódik, a tizenkettedikben pedig részben Atlantában.

## Epizódok
A sorozat 1999. október 17-én indult egy egész órás különkiadással. Az első nyolc évadot 2000 és 2011 között adták le, legfeljebb apró megszakításokkal. Ezután hat éves szünet következett, majd 2017-ben a kilencedik, 2020-ban a tizedik, 2021-ben a tizenegyedik, 2024-ben a tizenkettedik évaddal folytatódott.
Az epizódok címei, hasonlóan a Seinfeldhez, egy, a konkrét részben látható tárgy, személy vagy esemény alapján keletkeztek. Az egymáshoz nem kapcsolódó történések egy adott részben fokozatosan egybeszövődnek, és a végén egy Larry számára hátrányos, vagy éppen előnyös csattanóval érnek össze. Bár minden egyes epizód egy külön történet, laza szövedékükben felfedezhető olyan cselekményszál, ami az egész évadon átível, és végül az évad utolsó epizódjában hág a tetőpontjára (melyben jellemzően visszatérnek szereplők a korábbi részekből).
| Évad | Évad        | Epizódok    | Eredeti vetítés      | Eredeti vetítés      | Szinkronos premier   |
| Évad | Évad        | Epizódok    | Első rész            | Utolsó rész          | Szinkronos premier   |
| ---- | ----------- | ----------- | -------------------- | -------------------- | -------------------- |
|      | Különkiadás | Különkiadás | 1999. október 17.    | 1999. október 17.    |                      |
|      | 1           | 10          | 2000. október 15.    | 2000. december 17.   | 2008. október 5.     |
|      | 2           | 10          | 2001. szeptember 23. | 2001. november 25.   | 2008. december 14.   |
|      | 3           | 10          | 2002. szeptember 15. | 2002. november 17.   | 2009. február 22.    |
|      | 4           | 10          | 2004. január 4.      | 2004. március 14.    | 2009. május 3.       |
|      | 5           | 10          | 2005. szeptember 25. | 2005. december 4.    | 2009. július 12.     |
|      | 6           | 10          | 2007. szeptember 9.  | 2007. november 11.   | 2009. szeptember 13. |
|      | 7           | 10          | 2009. szeptember 20. | 2009. november 22.   | 2010. március 14.    |
|      | 8           | 10          | 2011. július 10.     | 2011. szeptember 11. | 2012. augusztus 7.   |
|      | 9           | 10          | 2017. október 1.     | 2017. december 3.    | 2017. október 2.     |
|      | 10          | 10          | 2020. január 19.     | 2020. március 22.    | 2020. január 20.     |
|      | 11          | 10          | 2021. október 24.    | 2021. december 26.   | 2022. február 4.     |
|      | 12          | 10          | 2024. február 4.     | 2024. április 7.     | 2024. február 12.    |

## Szereplők

### Főszereplők
- Larry David önmaga fiktív változataként (magyar hangja Végh Péter): a sorozat főhőse, aki furcsán, tapintatlanul, vagy ingerülten viselkedik. Félig visszavonult forgatókönyvíró és producer. Tősgyökeres New York-i, Nat és Adele David egyetlen gyermeke. Zsidó, de vallásosságát elég lazán kezeli, attól is függően, hogy azzal előnyöket érhet-e el. A Seinfeld című sorozat alkotója, ami akkora bombasiker lett, hogy a jogdíjaiból eléldegél, ezért nem is igazán dolgozik. Makacs és sokszor önző, a társadalmi konvenciókat gyakorta látja értelmetlennek, hülyeségnek, vagy logikátlannak. Ugyanakkor viszont gyakran leteremti barátait, ismerőseit, sokszor pedig még vadidegeneket is a saját szabályrendszere alapján, amely gyakorta ugyanannyira értelmetlen, és Larryt bosszantja, amiért mások nem tartják be azokat. Gyakorta húzza fel magát egészen jelentéktelen apróságokon, és képtelen megállni, hogy ne bosszankodjon rajta vagy fejezze ki hangosan nemtetszését. Larry nagyon nehezen kér bocsánatot másoktól, mert úgy hiszi, hogy neki van igaza, és gyakran egészen szélsőséges dolgokra is képes, csak hogy bebizonyítsa ezt. Ha bocsánatot is kér, az a legtöbbször csak taktikai, ugyanis általában valamilyen szívességet akar kérni az illetőtől, vagy éppen csak meg akar úszni valamit. Mindennek ellenére Larry jószándékú, és a legtöbbször teljesen vétlenül keveredik bele rendkívül kínos helyzetekbe, ami általában valami fatális félreértés, vagy mások ostoba viselkedése miatt történik. Egyes epizódokban hősként jelenik meg, amikor valamilyen tettével kivívja az általános elismerést.
- Jeff Garlin mint Jeff Greene (magyar hangja Besenczi Árpád, a 9. évadtól Kerekes József): Larry menedzsere és legjobb barátja. Feleségével, Susie-val, és lányukkal, Sammivel él együtt. Jeff és Susie egy viszályokkal teli házasságban élnek, aminek az oka Jeff részéről a rendszeres kicsapongása, Susie részéről pedig a Jeff-re tett bántó megjegyzések. Jeff gyakorta kéri meg Larryt, hogy segítsen neki falazni Susie felé, de legtöbbször lebukik. Garlin elmondása szerint nem szimpatizált a karakterével, aki szerinte egy gonosz, erkölcsök és skrupulusok nélküli alak.[6]
- Cheryl Hines mint Cheryl David (magyar hangja Bertalan Ágnes): a sorozat 8. évadában csak vendégszereplő. Larry felesége, türelmes, barátságos és laza, aki az ingerült, feszült és besavanyodott Larryvel szemben képezi az ellenpontot, a józan ész hangját. Színésznő, de a sorozatban nem igazán látjuk e foglalkozását űzni. Környezetvédő, szeret nagyobb összegeket adni nemes célokra. Mivel személyisége homlokegyenest eltér Larryétől, jellemzően ő tartja fenn a baráti kapcsolataikat. Általában ő bírja rá Larryt, hogy kérjen bocsánatot. Noha szereti Larryt és végtelenül türelmes vele szemben, olykor őt is kihozza a sodrából, legfőképpen akkor, amikor a férje egészen jelentéktelen dolgokon bosszankodik. A hatodik évad egyik epizódjában, amikor egy repülőút során turbulenciába kerül a gépe, Cheryl telefonon azt kéri Larrytől, hogy mondja azt, hogy szereti őt, de Larry oda se figyel rá, hanem teljesen más dolgokról kezd el beszélni. Ez egy töréspontot jelent a kapcsolatukban, mely miatt Cheryl elhagyja őt. Noha a hetedik évad végén ismét összejönnek, Larry apróságokon történő idegeskedései miatt újra elhagyja őt s a nyolcadik évadban el is válnak. A kilencedik évadtól Larry barátjával, Ted Dansonnal randizik - köztük már korábban is jó volt a kapcsolat, ami miatt Larry mindig is gyanakodott.
- Susie Essman mint Susie Greene (magyar hangja Hűvösvölgyi Ildikó, a 12. évadban Vándor Éva): Jeff mocskos szájú és heves természetű felesége. Kapcsolata Larryvel általában barátságosan kezdődik, de gyorsan elfajul, dühödt lesz, gyakorta fizikai erőszakig fajul. Általában ő az első, aki leleplezi, ha Larry és Jeff valami rosszban sántikálnak és válogatott trágárságok közepette alaposan leszidja őket. Férjével "se veled, se nélküled" kapcsolatban vannak, és általában Larryt okolja ezért. A hagyományos társadalmi normák védelmezője, mint a házastársi eskü vagy az otthon szentsége.
- J.B. Smoove mint Leon Black (magyar hangja Dolmány Attila): a hatodik évadban mutatkozik be, eleinte mint Larry barátja, majd lakótársa. Testvérének, Lorettának a háza megsemmisült a New Orleans-t letaroló hurrikánban, Larryék befogadják a családot a helyreállítás idejére, ám Leon is velük költözik, pedig neki van háza Los Angelesben – és azután is ittmarad, hogy Lorettáék visszaköltöznek. Ő és Larry jóbarátok lesznek, gyakran ad neki megkérdőjelezhető tanácsokat. Akárcsak Larry, ő is nehézfejű és kötekedő, csak éppen Larryvel ellentétben sikerrel szokott járni.

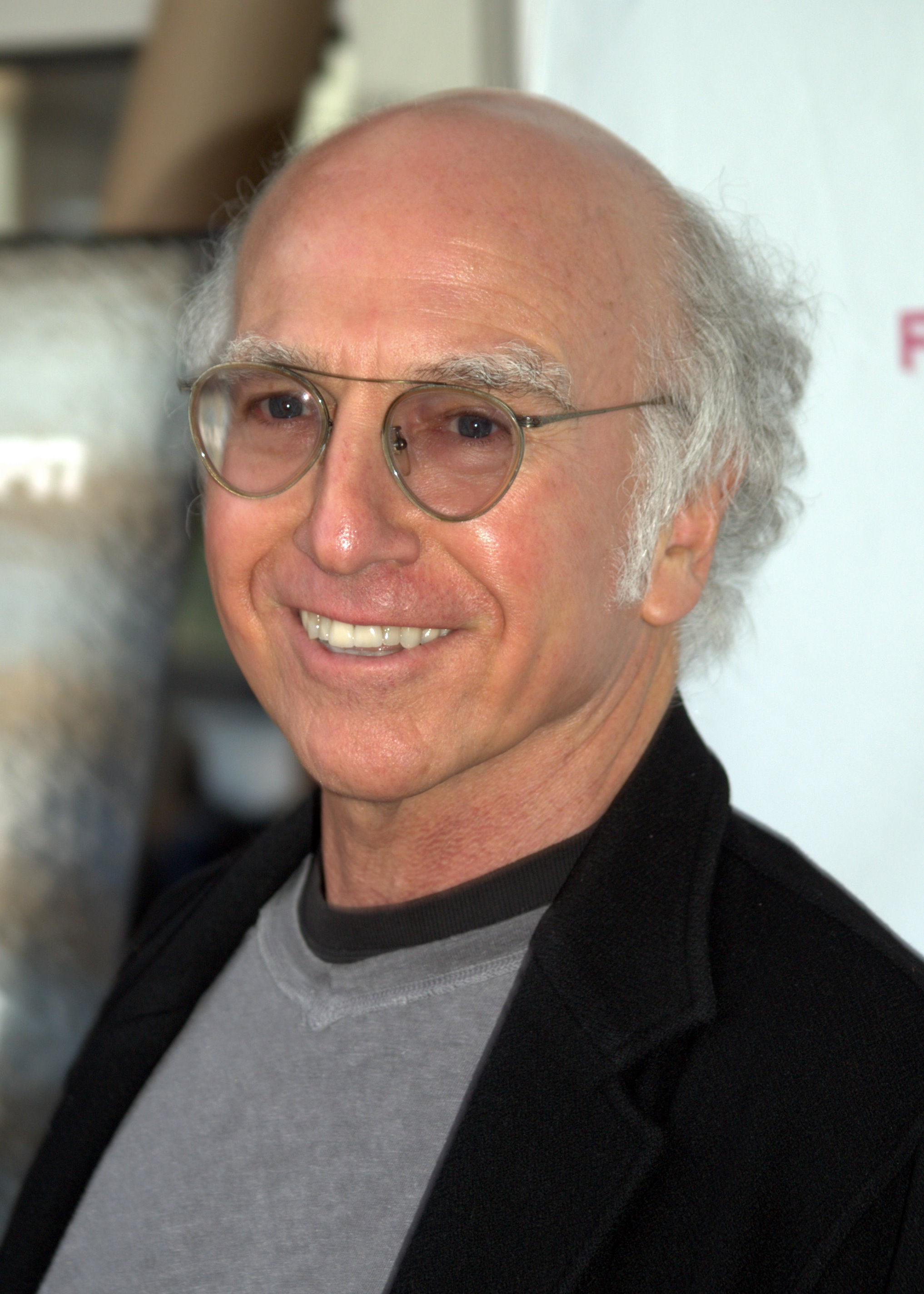
Larry David
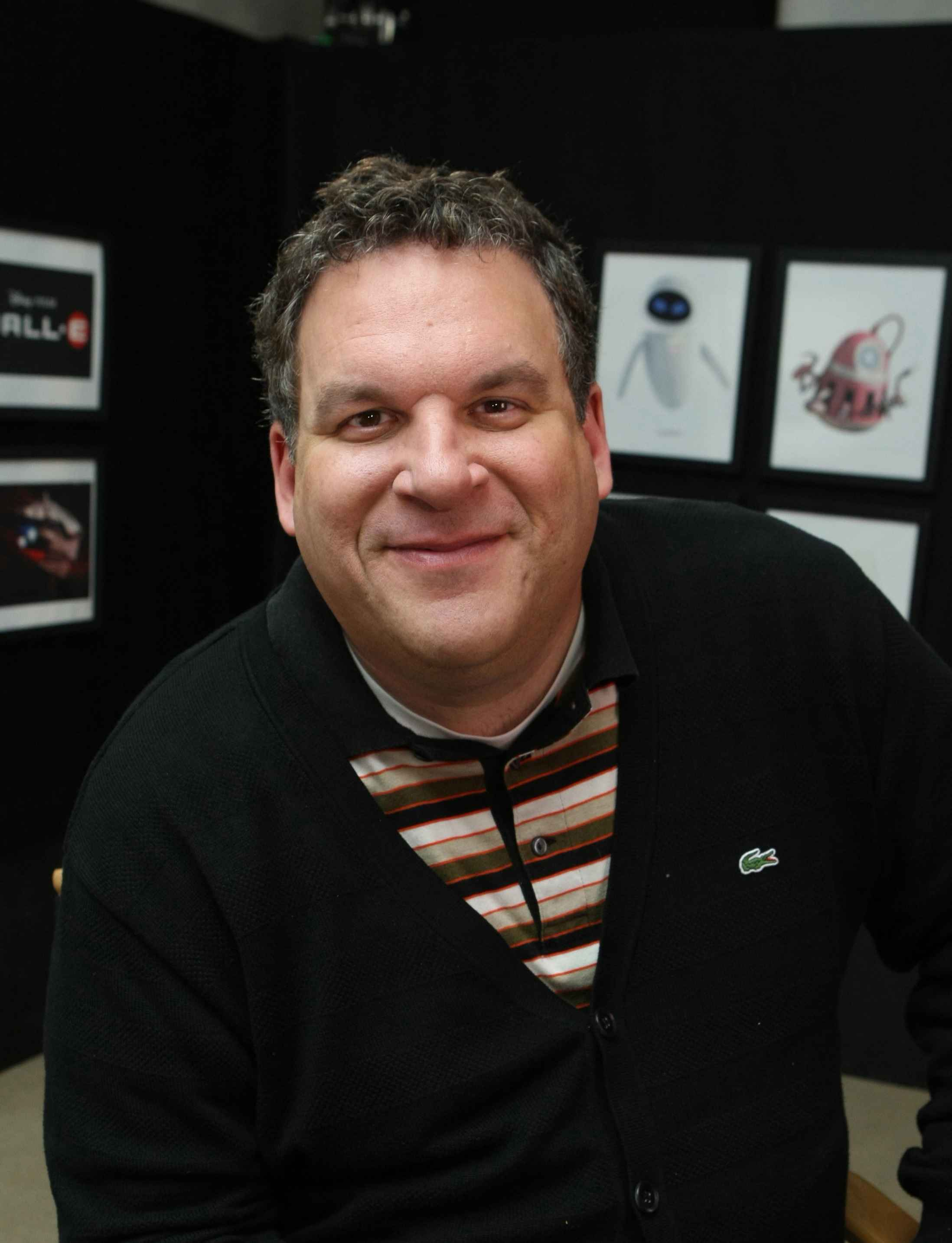
Jeff Garlin
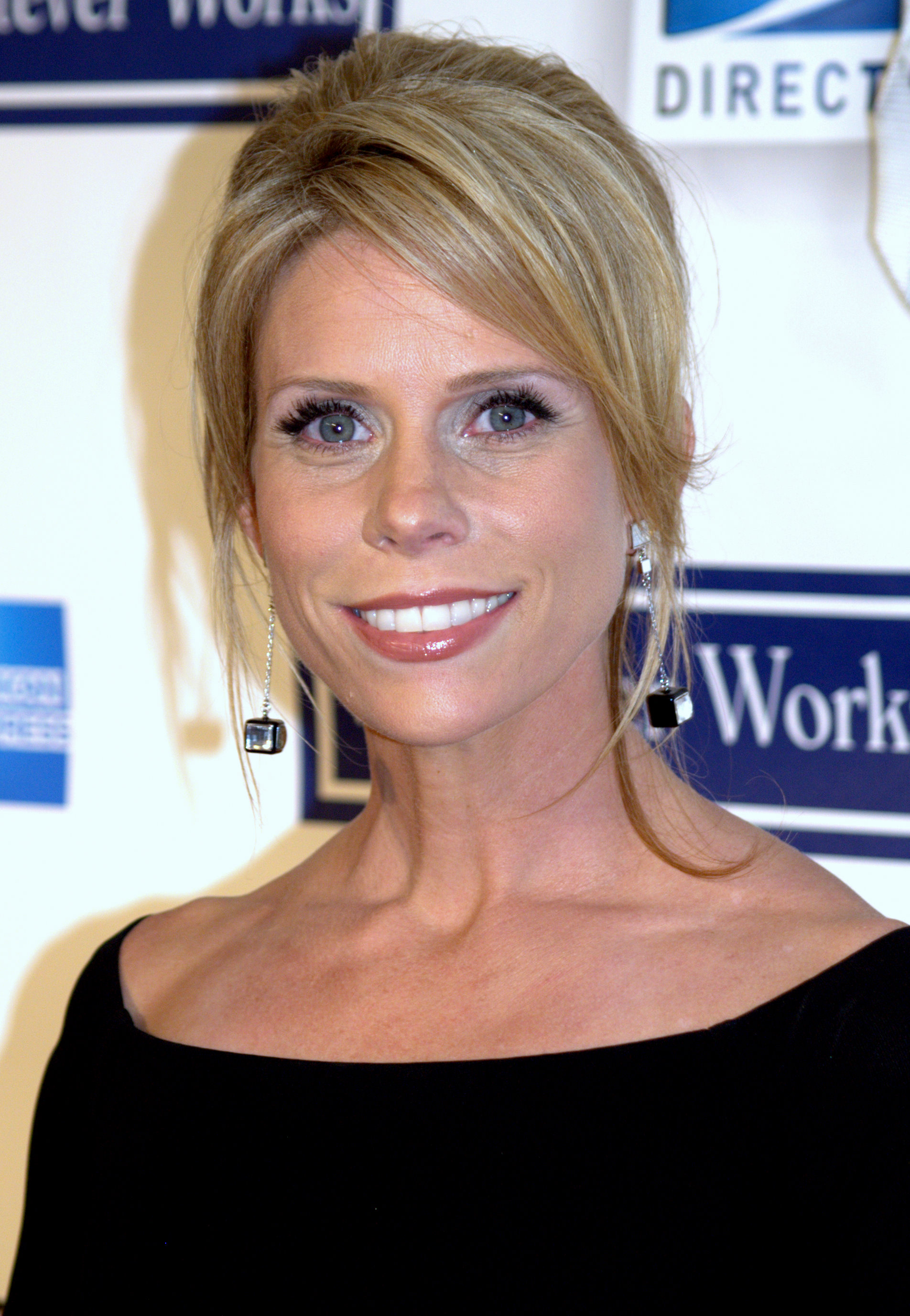
Cheryl Hines
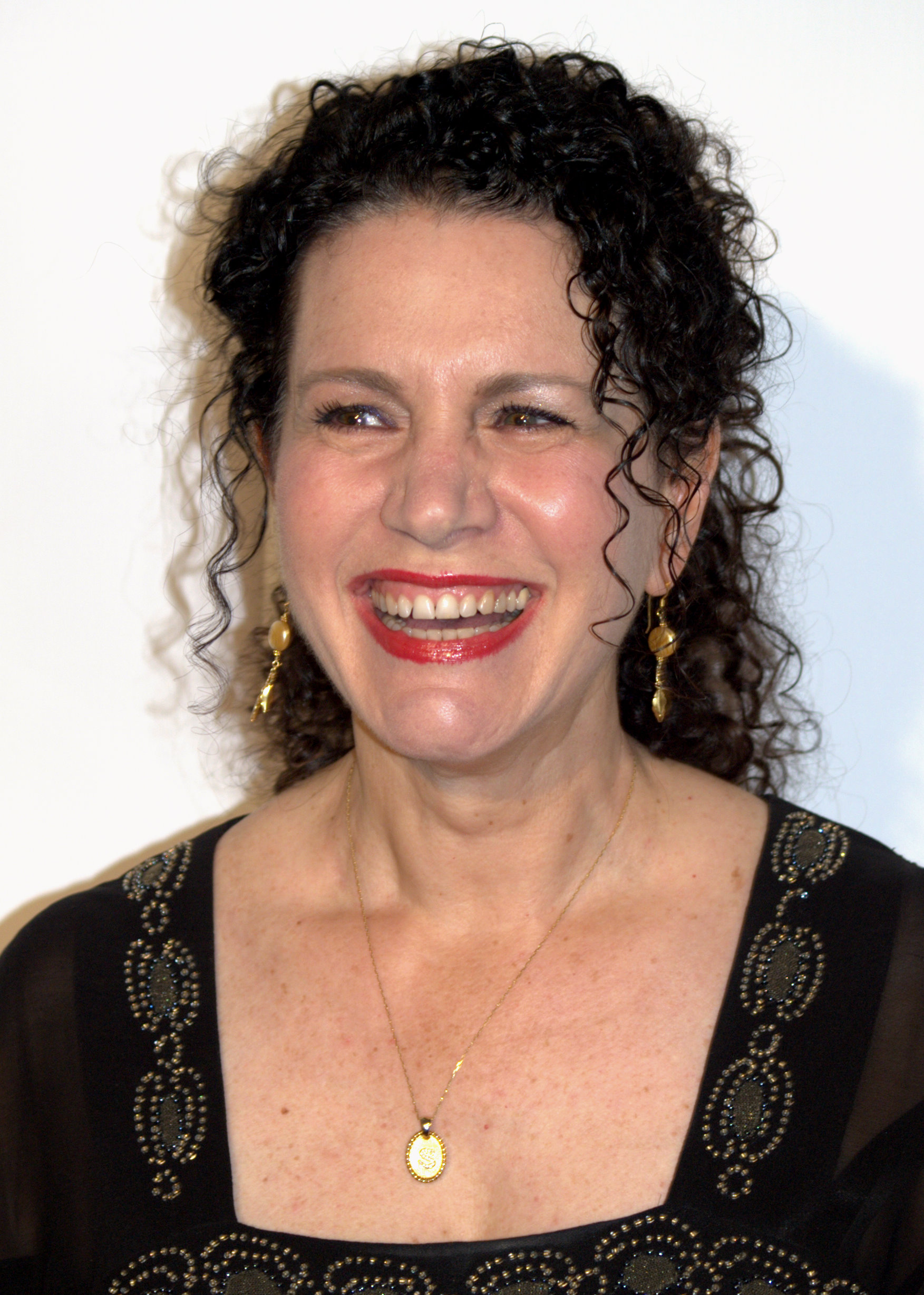
Susie Essman
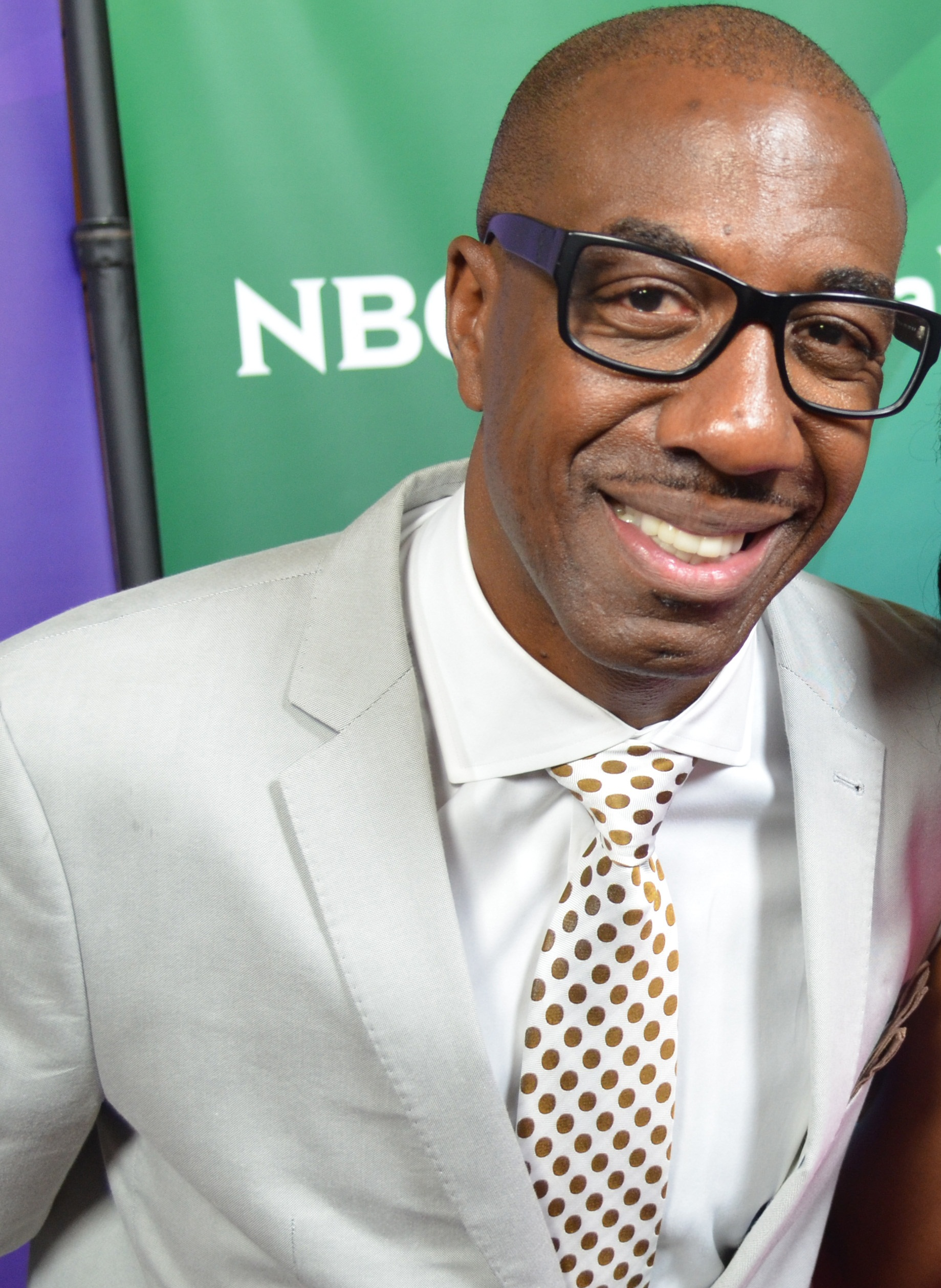
J.B. Smoove

### Visszatérő szereplők
- Richard Lewis önmaga fiktív változatában (magyar hangja az 1-8. évadban Forgács Péter, a 9. évadban Bede-Fazekas Szabolcs, a 10. évadtól Szacsvay László): egy neurorikus stand up-komikus, aki nemrég épült fel komoly alkohol- és drogfüggőségéből. Larry egyik legközelebbi és legrégebbi barátja, mindketten hasonló életutat jártak be. Kapcsolatuk azonban sokszor elég viharos, mert gyakran esik Larry csetlés-botlásainak áldozatává, amiért Larryt hibáztatja minden rosszért az életében. Nála valamivel erkölcsösebb és érzékenyebb. Az epizódok során visszatérő momentum, hogy nagyon csinos barátnői vannak, akiket Larry általában megsért.
- Ted Danson önmaga fiktív változatában (1., 3-7., 9-12. évad, magyar hangja Jakab Csaba, a 12. évadban Varga T. József): Larry régi barátja, akit ő sokszor sérteget a háta mögött. Való életben a házastársa Mary Steenburgen, aki szintén szerepel a sorozatban, mígnem a 9. évadban (de csak a történet szerint) elválnak, és innentől Cheryllel randizik. A harmadik évadban ő is beszáll a többiekkel közösen egy étterem megnyitásába. Közte és Larry között a konfliktusokat többnyire ajándékok szokták okozni, amelyek nem a várt hatást váltják ki.
- Marty Funkhouser (Bob Einstein játssza, magyar hangja Tahi Tóth László, majd Hirtling István, 4-9. évad): Larry egyik legrégebbi barátja, akivel egészen banális apróságokon képesek vitatkozni. Sokszor állítja, hogy Larry a legjobb barátja, amit Larry tompítani próbál. Van egy felesége, egy Jodi nevű lánya, aki később Joey néven transznemű lesz, egy mentális betegségekkel küszködő testvére, és egy Kenny nevű unokaöccse. Cselekedetei során nagyon szabálykövető, és a családot helyezi előtérbe, gondosan ügyelve arra, hogy az egész család az ő véleményén legyen. Sokszor húz hasznot olyan dolgokból, amelyek nem is neki valók. Szenvedélyes golfozó, a sorozatban is így kerül először bemutatásra. A kilencedik évadban elválik a feleségétől, innentől Marylinnel randizik, és karaktere is sokkal felszabadultabb lesz. Mivel a tizedik évad forgatása előtt a Martyt játszó Bob Einstein meghalt, a sorozatban úgy utalnak rá, hogy Kínába ment.
- Freddie Funkhouser (Vince Vaughn, magyar hangja Epres Attila, később Csankó Zoltán, 10. évad -): Marty féltestvére, aki az ő szerepét veszi át a sorozatban. Larryvel és Jeff-fel szokott rendszeresen együtt golfozni. Általában valamilyen vállalkozásba kezd, amiben Larry kéretlenül is tanácsokat ad, vagy közös problémáik miatt keverednek egymástól függetlenül kalamajkába.
- Sammi Greene (Ashly Holloway): Jeff és Susie lánya (első megjelenésekor a karakter még fiú volt). Kezdetben még gyerekként szerepelt, és gyakran volt áldozata Larry és Jeff mesterkedéseinek (például letépték a babájának a fejét vagy véletlenül lerészegítették). Szeret énekelni, amire Susie különösen büszke. A 9. évadban férjhez megy egy afganisztáni háborús veteránhoz.
- Nat David (Shelley Berman, magyar hangja a 4. évadban Makay Sándor, az 5. évadtól Rudas István): a 3-7. évadban szerepel, Larry apja. Gyakorta csinál galibákat, amiket a fiának kell helyrehoznia. Glaukómája van és hallásproblémákkal küszködik. Nem szeret másokkal konfrontálódni, zsidó vallására viszont erősen érzékeny.
- Antoinette (Antoinette Spolar): Larry asszisztense az 1-4., a 6. és a 8. évadban.
- Nan Funkhouser (Ann Ryerson): Marty felesége a 4-8. évadban.
- Joey Funkhouser (Mayim Bialik az 5-6. évadban, Chaz Bono a 10. évadban, utóbbiként magyar hangja Szokol Péter): Marty és Nan biszexuális transznemű gyermeke. Az 5-6. évadban még mint Jodi jelenik meg, majd a 9. évadban Marty tesz rá egy utalást, hogy nemátalakító műtétet hajtottak végre rajta, és Joeynak hívják. Nagyobb szerepet a 10. évadban kap, amikor a Latte Larry kávézóban kezd el dolgozni, és hatalmas péniszével valamint ügyetlensége miatt óriási galibát okoz.
- Wanda (Wanda Sykes, magyar hangja Pálos Zsuzsa): a 2-5., valamint a 7-8. évadban jelenik meg, mint Cheryl barátnője, aki ritkán ért egyet Larryvel. Általában akkor szokott felbukkanni, amikor Larry kínos félreértésbe keveredik feketékkel, és ezért rasszistának titulálja őt.
- Julia Louis-Dreyfus (önmaga fiktív változtataként, 1-2. és 7. évad, magyar hangja Pikali Gerda): színésznő, aki a Seinfeld egyik főszereplője volt, és már 1984 óta ismerik egymást Larryvel.
- Cheryl szülei (Paul Dooley és Julie Payne): az 1-5. évadban bukkannak fel, mint Larry hívő katolikus anyósa és apósa, akikkel gyakran konfliktusba keveredik.
- Becky (Kaitlin Olson): az 1-4., a 6. és a 10. évadban szerepel, Cheryl testvére. Gyakran keveredik vitába Larryvel vallási és személyes kérdésekben, a férfi egyszer meg is hiúsítja az esküvőjét. Miután a 6. évadban Cheryl elhagyja Larryt, Beckyhez költözik. Később kiderül, hogy Cheryl és Becky eltávolodtak egymástól, Becky pedig el akarja adni a házat, amit még tőlük kapott. A depressziós és alkoholfüggő Beckyt végül Larry rángatja ki ebből az állapotából, sőt még össze is jönnek, Cheryl bosszúságára. Akkor szakítanak, amikor Larry nem hajlandó Denverbe utazni hozzá egy síbalesetet követően.
- Norm (Paul Mazursky): a golfklub egyik törzsvendége, a 4. évadban az ellen ágál, hogy Larry a "Producerek" főszereplője legyen, a 7. évadban pedig különféle bosszúságokat okoz neki, majd amikor a magas vérnyomással küszködő férfi a lassú játéka miatt összekülönbözik Larryvel, szívrohamot kap és meghal.
- Mr. Takahasi (Dana Lee, 2., 7. 9-12. évad, magyar hangja Botár Endre, a 9-11. évadban Cs. Németh Lajos, a 12. évadban Harsányi Gábor): a golfklub tulajdonosa, ahová Larryék járnak. Szigorú szabályokat vezetett be és ezeket be is tartatja a vendégekkel.
- Jerry Seinfeld (önmaga fiktív változatában, 4., 7., 12. évad, magyar hangja Kassai Károly): a Seinfeld sorozat főszereplője és társírója. Először a negyedik évadban jelenik meg, hogy megnézze Larry előadását a Producerek főszerepében, majd a hetedik évadban visszatérő szereplő lesz, amikor egy Seinfeld-újraegyesülés van készülőben. A sorozat utolsó részében is megjelenik.
- Jason Alexander (önmaga fiktív változatában, 2. és 7. évad, magyar hangja Pálfai Péter): a Seinfeld másik főszereplője, aki George Constanzát játszotta. Többször meg is említi, hogy mennyire hülyének tartja az ott játszott karakterét, amin Larry felbosszantja magát, lévén saját magáról mintázta őt. A Seinfeld-újraegyesülés leforgatásakor kulcsszerepet játszik.
- Andy David (Richard Kind, 3-5., 7., 10-11. évad, magyar hangja Kerekes József, a 10-11. évadban Vida Péter): Larry unokaöccse, aki alkalmanként különféle kalamajkákba keveredik a többiekkel. Van egy Cassie nevű felesége, illetve egy Skylar nevű lánya, akit sosem mutatnak.
- Mokka Joe (Saverio Guerra, magyar hangja a 12. évadban Fesztbaum Béla): először a 7. évadban jelenik meg, mint egy kis kávésstand üzemeltetője, akinek egy alkalommal Larry nem hajlandó borravalót adni egy kis szívességért cserébe, maja amikor megpróbálja megoldani a helyzetet, csak még nagyobb galibába keveredik. A 10. évadban megnyitja saját kávézóját, ahonnét azonnal kitiltja Larryt, miután sértegeti őt. Larry csak azért nyit az övé mellett egy saját kávézót, hogy tönkretegye. Guerra a 12. évadban egy másik szerepben is látható, mint Larry ügyvédje, aki külsőre, egy bajuszt leszámítva, teljesen úgy néz ki, mint Mokka Joe.
- Stu és Susan Braudy (Don Stark és Amy Aquino, 3-4. évad): Larry és Cheryl barátai, akikkel pár részben komoly konfliktusba keverednek.
- Rosie O'Donnell (önmaga fiktív változatában, 5., 7-8. évad): színésznő, Larry barátja még abból az időből, amikor együtt stand-upoltak. O'Donnell leszbikus, ezért általában leszbikusok vagy biszexuális nők kapcsán kerül kapcsolatba Larryvel.

### Híresebb vendégszereplők
Hírességek, köztük színészek, komikusok, írók, zenészek és sportolók is vendégszerepeltek, legtöbbször saját magukat vagy maguk fikciós változatát alakítva. Szerepelt többek között Mary Steenburgen, Lin-Manuel Miranda, F. Murray Abraham, Mel Brooks, Anne Bancroft, Michael York, Martin Scorsese, Ben Stiller, Christine Taylor, Christian Slater, Cady Huffman, Martin Short, Jimmy Kimmel, Lucy Lawless, David Schwimmer, Shaquille O'Neal, Rob Reiner, ,Laverne Cox, Philip Rosenthal, Josh Mankiewicz, Judy bírónő, Ricky Gervais, Michael J. Fox, Salman Rushdie, Elizabeth Banks, Christine Lahti, Hugh Hefner, Alanis Morissette, Chris Martin, Bill Buckner, Mookie Wilson, Jon Hamm, Clive Owen, Sean Penn, Jonah Hill, Mila Kunis, Colby Donaldson és a Seinfeld főszereplői – Jerry Seinfeld, Julia Louis-Dreyfus, Jason Alexander, Michael Richards, és Wayne Knight. Nem önmagukat alakítva, hanem egy szerepben látható Nick Kroll, Bea Arthur, Ed Asner, Sacha Baron Cohen, Isla Fisher, Stephen Colbert, Steve Coogan, Wayne Federman, Gina Gershon, Dustin Hoffman, Bobby Lee, Samantha Mathis, Tia Carrere, Tim Meadows, Bryan Cranston, Bob Odenkirk, Catherine O'Hara, Bill Hader, Elisabeth Shue, Melissa McCarthy, Lauren Graham, Jane Krakowski, Chaz Bono, Frank Whaley, Vivica A. Fox, Jillian Bell, Sanaa Lathan,Rebecca Romijn, Dean Norris és Tracey Ullman.

## Zene
A sorozatban az egyes jeleneteket összekötő zenéket Wendell Yuponce válogatta össze. A leggyakrabban hallható közülük a "Three Little Maids", a "Big Top Polka", a "Sur les bateaux-mouche", az "Espana", az "Un'altra Strada", a "La Farandola", az "Elephant Tea Party" - mind a Killer Tracks (ma Universal Production Music) könyvtárából.
A sorozat főcíme és végefőcíme Luciano Michelini "Frolic" című 1974-es szerzeménye. Larry David évekkel korábban még egy bank reklámjában hallotta a dalt, és úgy gondolta, hogy vidám, könnyed hangulata tökéletesen passzol a műsorhoz. A dal, hasonlóan az egyes epizódok végén látható "Directed by: Robert B. Weide" képhez, internetes mémmé változott, jellemzően valamilyen kínos szituáció alá bevágva.

## Fogadtatás
A sorozat nagyon jó kritikákat kapott, különösen a jól megírt szinopszisok és a színészek remek improvizációs képességei miatt, amiért hamar kult-státuszba is emelkedett. A Kortárs Online kritikája szerint "Larry David az egyik legnagyobb ma élő komikus, aki óriási hatással volt az utána jövő generációkra. Miután a Seinfelddel annyi pénzt keresett, hogy soha többé nem kellene dolgoznia, csak várni az utósugárzási jogok után kiállított éves csekkeket, ő annak befejezését követően csinált egy másikat, ami a saját mindennapjairól szól. Önmaga végletekig eltúlzott karakterét hozza, akinek megrendíthetetlen véleménye van a társadalmi szabályokról, így mindenkivel konfrontálódik maga körül. Könnyen elkönyvelhető lenne a szokásos arrogáns és bosszantó karakternek, azonban a sorozat nagyon jól játszik azzal, hogy mikor kinek az oldalára állítja a nézőt egy-egy vitában. Szintén David alkotói zsenialitását dicséri az epizódok legnagyobb részére jellemző keretes struktúra. A showrunner-főszereplő egy-egy epizód elején „humormagvakat” ültet, melyek az adott rész végén egészen váratlan és komikus módon nyernek majd értelmet." A Filmtett szerint "sokkal erősebben törekszik a valós és a fiktív közti határok (látszólagos) eltörlésére, érezhetően improvizatívabb és kevésbé ragaszkodik a saját szabályaihoz [mint a Seinfeld]. Amiben viszont nagyon is hasonlít a Seinfeldre: nincs benne igazi megbánás, nincs pátosz, nincs erkölcsi továbblépés. L.D. az említett vállrándítással ugyan, de látszólag mindig elraktároz valamiféle tanulságot az általa szított zűrzavar csillapodtával – hogy aztán mindig mindent újrakezdjen ugyanúgy, mint egy igazi viccbéli Móricka." A Napikritika szerint "ez is a tipikus “awkward” gegekkel operáló uncsi hétköznapok történeteit vászonra vivő sori. A főszereplő házsártos, csúnya és öreg, a sorozatban nincsenek jó nők, akció vagy izgalmas sztori, a cím nehezen megjegyezhető. [...] végre nincs teletűzve minden megszokott közönségvonzó elemmel és ilyen hendikep mellett is képes nézettetni magát [...] az emberi reakciók, mimikák, hosszú néma másodpercek tökéletes átültetése az életből a képernyőre. Másrészt a hétköznapok egyszerű zavaró tényezői, cseppet sem tolakodó módon, hanem szinte észrevétlenül vannak tálalva. Nagyon patent, de csak a stílus kedvelőinek ajánlott."
A Metacritic értékelései alapján a harmadik és az ötödik évad kiemelkedően jó, a Rotten Tomatoes értékelései alapján hasonlóan jó a második, a hetedik és a tizedik évad.
A Larry David által játszott karakter sok szempontból megfeleltethető a jiddis kultúrkörben ismert "slemil" karakternek, aki egy komikus figura, akit önhibáján kívül üldöz a balszerencse, az ezzel szembeni fellépése pedig demonstrálás a fennálló szociális-kulturális normákkal szemben. Larry egyértelműen egy modern, amerikai slemilnek tekinthető, aki a felső-középosztálybeli zsidóság problémáival szembesül: asszimiláció, szekularizmus, nem zsidókkal történő házasságkötés, valamint a zsidóságnak, mint etnikai identitásnak az elhalványulása a multikulturális Amerikában.

### Díjak és elismerések
A sorozatot 51 alkalommal jelölték Emmy-díjra, ebből kétszer nyert is: Robert B. Weide 2003-ban a legjobb rendező díját kapta meg "A rapper" című harmadik évadbeli epizód után, Steven Rasch pedig a nyolcadik évad "Palesztin csirke" című epizódja után kapta meg 2012-ben a "Legjobb vágás egykamerás technikával felvett vígjátéksorozatban" díját. Tízszer jelölték a legjobb vígjátéksorozat díjára, és ezzel rekordot is tart, mint a legtöbb jelölés díj nélkül. Larry Davidet hatszor jelölték a legjobb vígjátéksorozat-főszereplő díjára, Cheryl Hines két jelölést kapott a legjobb vígjátéksorozat-mellékszereplő kategóriában, Shelley Berman és Michael J. Fox pedig egy-egy alkalommal voltak jelölve a vendégszereplésük okán. Tízszer jelölték a sorozatot legjobb rendezés kategóriában.
2003-ban és 2006-ban Arany Glóbusz-díjra is jelölték öt alkalommal, melyből 2003-ban a legjobb vígjátéksorozat díját el is nyerte. 2003-ban és 2005-ben a producerszövetség is díjazta (korábban Golden Laurel Award), az Amerikai Rendezők Szövetsége pedig 2003-ban az "A külön részleg" című epizódért, 2012-ben pedig a "Palesztin csirke" című epizódért díjazta. 2006-ban az Amerikai Forgatókönyvírók Szövetsége is díjazta a sorozatot.

## Vetítése
Az alapvetően az HBO által készített és vetített sorozatot szindikációban vetítik más csatornákon is. Ezek jellemzően meg vannak vágva, részben a műsoridő hossza miatt, részben a korhatáros részek kihagyása miatt. 2010. június 2-ától a TV Guide Network műsorán is látható, egy hozzá kapcsolódó, "Curb: The Discussion" című kibeszélőműsorral. 2010 szeptemberétől a WGN America is adta, de az alacsony nézettség miatt hamar lekerült a képernyőről, 2013-tól pedig a TV Land is vetítette.
Hazánkban 2008-tól kezdte el adni az HBO a sorozatot az elejétől kezdve, a hatodik évadig beérve az amerikai vetítést. A hetedik és a nyolcadik évad kis csúszással, míg a kilencedik évadtól kezdve valamennyi epizód szinte az amerikai vetítés másnapján már látható volt az HBO 3-on. Valamennyi epizód felkerült magyar szinkronnal az HBO Go és az HBO Max videotárba is, miután az összes epizódot leadták Amerikában.

## Juan Catalan esete
2017-ben a Netflix mutatta be a "Long Shot című dokumentumfilmet, amelyben láthatóak voltak olyan jelenetek, melyek a 4. évad 6. epizódjából ("Az útitárs") lettek kivágva, és a Los Angeles Dodgers stadionjában lettek felvéve. Ezek a jelenetek szolgáltattak alibit egy bizonyos Juan Catalannak, akit emberöléssel vádoltak meg, és halálbüntetéssel kellett szembenéznie. A felvételek tanúsága szerint ugyanis kint volt a stadionban abban az időpontban, amikor a gyilkosságot elkövették.

## Fordítás
Ez a szócikk részben vagy egészben  a   Curb Your Enthusiasm című angol Wikipédia-szócikk ezen változatának fordításán alapul.  Az eredeti cikk szerkesztőit annak laptörténete sorolja fel. Ez a jelzés csupán a megfogalmazás eredetét és a szerzői jogokat jelzi, nem szolgál a cikkben szereplő információk forrásmegjelöléseként.